# Volcan Albain

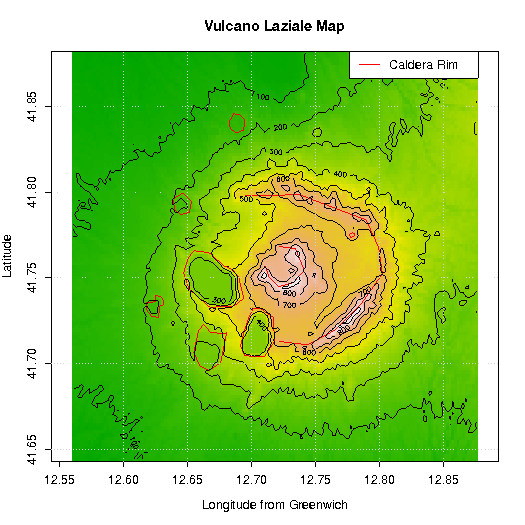
Carte du volcan Latium

Le volcan Albain, également connu sous le nom de volcan du Latium, est le seul volcan des monts Albains, sur le territoire des Castelli Romani. Sa caldeira forme le lac Albain.

## Description
Ce grand volcan a commencé à se former en accumulant les produits de ses premières activités sur une base plus ancienne de sédiments marins de roches carbonatées qui formaient une large plaine entre la côte et les Apennins. On estime qu'il a émis environ 297 km³ de matière volcanique, dont 90% dans la première phase éruptive.
Les études de Funiciello en 2002 sur l'activité récente du cratère du lac Albain confirment que des événements volcaniques éruptifs se sont produits jusqu'à il y a environ 5 000 ans, avec des inondations du lac et des lahars catastrophiques jusqu'au seuil du IVe siècle av. J.-C..
Ces dates ont cependant été remises en cause par des études plus récentes, qui nient l'existence d'éruptions volcaniques durant l'Holocène, et la nature volcanique des crues du lac. Selon ces études, les dernières activités éruptives auraient eu lieu il y a environ 36 000 ans.
Actuellement, cette zone volcanique maintient une activité modérée, constituée principalement d'émissions gazeuses (voire hautement toxiques), de déformations du sol et de fréquentes secousses sismiques faibles (et même destructrices, comme dans les années 1438, 1806, 1829, 1899, 1927). On le classe donc comme volcan dormant.
Il serait actuellement en phase de réveil et constituerait un danger potentiel pour les habitants du Latium et de Rome,,.

## Géologie
On la divise habituellement en 3 phases :

### 1rephase, dite "Tuscolano-Artemisio"
Dans cette première phase, la structure du volcan a été créée, caractérisée par des explosions massives et des coulées pyroclastiques et de lave, entrecoupées de longues périodes de calme et la formation d'accumulations des premiers produits volcaniques (tufs granuleux gris) au-dessus des argiles, des sables, des graviers marins et continentaux qui formaient une première large ceinture plate entre la côte et le pied des reliefs des Apennins. L'accumulation des laves produites, qui ont atteint les futures portes de Rome, et par la suite, de lapilli, scories et cendres (tufs inférieurs : pouzzolane, tuf lionate, tuf Villa Senni) a formé un grand cône large à la base de 60 km. Cette phase est divisée en quatre cycles entrecoupés de périodes de stase avec formation de paléosols :
- Premier cycle : Tufs pisolithiques.
- Deuxième cycle : Pouzzolane noire.
- Troisième cycle : Pouzzolane rouge.
- Quatrième cycle : Tufo lionato, Tufo Villa Senni.

La première phase se termine il y a environ 360 000 ans. Actuellement, du sommet de cette caldeira, il reste une grande enceinte de reliefs vallonnés, qui s'étend du mont Tuscolum au mont Artémisio en forme de fer à cheval, et dépasse légèrement 700 mètres de hauteur, atteignant 939 mètres au Monte Peschio.

### 2ephase, dite "Faete"
Dans cette seconde phase, il y a 280 000 ans, s'est formé un nouveau volcan plus petit à l'intérieur du précédent, l'appareil des Faete, dont le sommet était formé par une vaste cavité circulaire (caldeira) de 15 km de large, fermée par de hauts murs. Parallèlement à cette activité centrale, il y avait aussi une activité latérale notable, avec débordement de grandes coulées de lave le long des fractures : ce serait l'origine de la zone nord du volcan, qui abritait autrefois le marais Borghèse.
Après une période de calme relatif, l'activité a repris, de nouvelles laves ont ouvert leur chemin vers la vallée (coulée de Capo di Bove) et des cônes de scories se sont élevés le long des failles des parois de la caldeira de l'édifice Tuscolano-Artemisio (ex. Monte Ceraso côté E) et Monte Cavo sur les murs des Faete. À la fin de la deuxième phase, une période de calme s'est ouverte qui a culminé avec le refroidissement de la cheminée centrale (il y a 260 000 ans) et la formation d'un bouchon de magma consolidé.

### 3ephase, dite "Via dei Laghi"
Elle se produit entre 200 000 et 19 000 ans ou peut-être même plus récemment, et est aussi appelée hydromagmatique (du grec hydros = eau, et magma), car elle voit la rencontre entre les eaux souterraines et le magma du volcan. Le magma incandescent en contrebas a dû ouvrir de nouveaux chemins dans les flancs du cône, rencontrant, avant de s'écouler à découvert, à plusieurs centaines de mètres de profondeur, des aquifères. L'eau de l'aquifère profond (eaux souterraines) entrant en contact avec le magma a provoqué la formation de grandes quantités de composés volatils qui, trouvant les voies de sortie bloquées, ont créé un potentiel explosif de dimensions inimaginables. Lorsque la pression interne des gaz dépasse la résistance mécanique des roches encaissantes, il se produit une explosion qui les déchire au point de plus grande faiblesse.
En remontant ainsi, à quelques kilomètres de profondeur, les gaz, près de la surface, brisent subitement les roches, projetant dans l'air des lambeaux mêlés de vapeurs. La matière projetée en l'air retombait en formant les accumulations de pépérin. La distribution stratigraphique indique que les explosions phréatiques ont été nombreuses et violentes dans la phase finale de l'activité du volcan. Cette phase d'intense activité peut être attribuée à la formation d'une fracture notable dans la base carbonatée profonde, mise en évidence par l'enfoncement de tout le secteur sud-ouest de l'appareil volcanique le long d'une ligne orientée de Frascati à Velletri. Après cette phase, le cône du Monte Cavo s'éteint, obstruant le cratère préexistant, tandis que les plus petits cratères sont remplis d'eau. C'est le cas de Campovecchio entre Marino et Grottaferrata, du lac Regillo près de Frascati, de Pantano Secco et Prata Porci sous Monte Porzio Catone, la Doganella sous Rocca Priora, Vallericcia sous Ariccia, et le Laghetto di Turno sous Castel Gandolfo, en plus des deux lacs qui existent encore aujourd'hui : le lac albain et le lac de Nemi.
La plupart de ces bassins ont été asséchés par les Romains (c'est le cas de la Vallericcia et du Lago Regillo), d'autres à une époque plus récente (en 1611 pour le Laghetto di Turno), d'autres encore ont disparu pour des raisons naturelles. Le Pantano della Doganella  est célèbre parce qu'il « réapparaît » et « disparaît » de temps en temps.

## Le volcan aujourd'hui
La zone du volcan, appelée les monts albains, a une forme circulaire (à partir d'Albano, les bords de l'ancien cratère volcanique forment un immense cercle qui passe par Castel Gandolfo, Marino, Grottaferrata, Rocca Priora, Velletri et Genzano de Rome). Il constitue le parc naturel des Castelli Romani et aujourd'hui, il y a des roches et des matériaux de construction volcaniques jusqu'à Ardea, Pomezia et une partie d'Aprilia.
Par exemple, du tuf volcanique (surtout dans la zone de Rocca di Papa, où la plaine des Champs d'Hannibal est le cratère aujourd'hui éteint du volcan), des pépérins (surtout entre Marino et Albano), de la pouzzolane (en particulier dans la zone qui descend vers Rome) et des coulées de lave massives dont les pavés de composition phonolithique sont extraits.
De plus, la région est célèbre pour ses vins, notamment le Frascati, le Marino, le Lanuvio, le Velletri, et aussi à Grottaferrata et sur le côté sud de Rocca di Papa. La qualité des vignes est due précisément au sol volcanique, riche en sels minéraux laissés par le volcan. Il est facile de trouver des sources d'eau minérale dans le cratère du volcan, et elles sont connues en particulier dans la région de Pratoni del Vivaro, un hameau de Rocca di Papa, où le Comité Olympique Italien a établi un centre équestre d'importance nationale.
L'ensemble de la zone est considéré à risque sismique modéré.